# Upplands runinskrifter 350
Upplands runinskrifter 350 är en vikingatida ristning på ett jordfast stenblock av granit i Solsta, Frösunda socken och Vallentuna kommun. Runristningen är 1,76 meter gånger 1,14 meter. Den är  tydlig, djupt huggen och väl bevarad. Ristningen upptäcktes 1899 i samband med en trädfällning. Den är inte signerad men utan tvekan är runristaren Visäte.

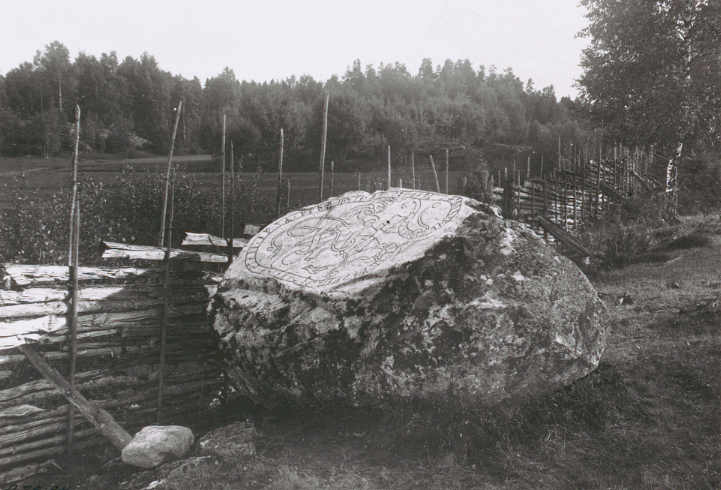
U 350 sedd från sidan.

## Inskriften
Translitterering av runraden:
+ biorn ' uk ' askeiʀ ' lata + reisa · stein · eftʀ · faþur ' sin ' uk ' lok ' aftʀ faþurs'faþur urikia
Normalisering till runsvenska:
Biorn ok Asgæiʀʀ lata ræisa stæin æftiʀ faður sinn ok Lokkʀ(?) æftiʀ faðursfaður Orøkia.
Översättning till nusvenska:
Björn och Åsger låta resa stenen efter sin fader och lok efter [sin] farfader Orökja.